# دیوید اتنبرو
سر دیوید فردریک اتنبرو (به انگلیسی: Sir David Frederick Attenborough) متولد ۱۹۲۶ لندن، مستندساز و طبیعت‌پژوه مشهور بریتانیایی است. او برنامه‌های مستند زیادی را به همانند در طول زندگی کاری خود ساخته که از مشهورترین آنان در ایران، زندگی (به انگلیسی: Life) و سیاره زمین (به انگلیسی: Planet Earth) I و II و همچنین مجموعه سیاره آبی (به انگلیسی: Blue Planet) I و II هستند که در تلویزیون ایران و با صدای داود نماینده پخش شده است. وی دارای لیسانس جانورشناسی و دانش‌آموختهٔ مدرسهٔ اقتصاد و علوم سیاسی لندن است و بخاطر ساخت فیلم‌های خود در بی‌بی‌سی جایزه‌ها و لقب‌های متعددی، از جمله نشان شوالیه از ملکه انگلستان را دریافت کرده و او عضوی از انجمن سلطنتی جغرافیای بریتانیا است. او همچنین مدیر ارشد سابق در بی‌بی‌سی است، که به عنوان مدیر کنترل کانال بی‌بی‌سی ۲، و مدیر برنامه‌ریزی برای تلویزیون بی‌بی‌سی در دهه‌های ۱۹۶۰ و ۱۹۷۰ خدمت کرده است. او تنها کسی است که جایزه‌های بفتا را برای برنامه‌هایش برای تولیدات سیاه و سفید، رنگی، اچ دی و ۳ بعدی برنده شده است.

اتنبرو در سال ۲۰۲۲ از سوی سازمان ملل به خاطر تلاش‌ها و تعهد این طبیعت‌شناس برای روایت کردن آنچه در جهان طبیعی می‌گذرد به عنوان برنده جایزه «پرچم‌دار زمین» معرفی شده است.
دیوید اتنبرو برادر کوچک ریچارد اتنبرو، کارگردان و بازیگر است.

## فیلم‌شناسی
اتنبرو فیلم‌سازی را از سال ۱۹۵۴ برای تلویزیون بی‌بی‌سی آغاز کرد. وی تا کنون در ده‌ها مستند دربارهٔ حیات وحش به عنوان مجری، تهیه‌کننده، نویسنده یا راوی شرکت کرده است. از جملهٔ مستندهای پخش شده از وی در تلویزیون ایران می‌توان زندگی پرندگان - زندگی پستانداران - زندگی - سیاره زمین - آفریقا را نام برد. مجموعهٔ تلویزیونی زندگی که در سال ۲۰۰۵ منتشر شده خود شامل ۲۴ دیسک و در بر دارندهٔ ۸ برنامه از دیوید اتنبرو است
یکی از آخرین اثرهای وی مستند کنجکاوی‌های طبیعی دیوید اتنبرو است که در ۲۹ ژانویهٔ ۲۰۱۳ پخش شد.